# تشاميرا ساجيث
تشاميرا ساجيث (29 يناير 1993 بسريلانكا - ) هو لاعب كرة قدم سريلانكي في مركز الوسط. شارك مع منتخب سريلانكا لكرة القدم.

## وصلات خارجية
- تشاميرا ساجيث على موقع قاعدة بيانات كرة القدم.إي يو (الإنجليزية)
- تشاميرا ساجيث على موقع ناشيونال فوتبول تيمز (الإنجليزية)
- تشاميرا ساجيث على موقع Soccerway.com (الإنجليزية)